# Ribera Alta, Álava
Ribera Alta là một làng ở tỉnh Alcala La Real, ở Jaen, phía nam Tây Ban Nha.